# Atlètic de Madrid B
L'Atlètic de Madrid B (castellà: Club Atlético de Madrid B) és l'equip filial del Club Atlético de Madrid. Fundat l'any 1963, actualment juga al grup II de la Segona divisió B.

## Història
El 1963 es va fundar a Getafe un club anomenat Club Atlético Getafe, que s'inscriu a la Federació Castellana, començant a competir a Tercera Regional i ascendint en pocs anys a Primera Regional. Per altra banda, el 1965 l'empresa de televisors i ràdios Reyfra (Reciclaje y Fragmentación), instal·lada a Getafe, crea un equip anomenat Agrupación Deportiva Reyfra.
El 1966 el CA Getafe absorbeix l'AD Reyfra. El nou club, que manté el patrocini de l'empresa de televisors, s'anomena Reyfra Atlético d'O.J.E.. El 1967 l'equip puja a Tercera Divisió i s'estableix un conveni de filiació amb el Rayo Vallecano. L'estiu de 1970 el Club Atlético de Madrid adquireix els drets federatius del Reyfra Atlético, anomenant-lo Atlético Madrileño Club de Fútbol. L'equip vestiria samarreta blanca i vermella i pantaló blau, i jugaria els partits a l'Estadi Vicente Calderón.
L'Atlético Madrileño és un dels equips que va participar en la primera edició de la Segona Divisió B, la temporada 1977-78 i l'any 1980 va ascendir per primera vegada a Segona Divisió A, on es va mantenir durant sis temporades. L'equip militaria a la categoria de plata la temporada 1989-90 i entre 1996 i 2000.
L'any 1990, en virtut de la Ley del Deporte 10/1990, l'Atlético Madrileño es va integrar dins l'estructura del Club Atlético de Madrid, passant a anomenar-se Club Atlético de Madrid "B".

## Uniforme
- Primera equipació: Samarreta blanca i vermella a ratlles verticals, pantaló i mitges blaus.
- Segona equipació: Samarreta negra i blau marina a ratlles primes horitzontals, pantaló i mitges negres.

## Estadi
L'Atlético B juga els seus partits com a local al Miniestadio Cerro del Espino, situat dins de la ciutat esportiva de l'Atlètic de Madrid, a la localitat de Majadahonda. La capacitat del Miniestadio és de 3.376 espectadors. El CF Rayo Majadahonda també juga com a local en aquest estadi, inaugurat el 1995 amb un amistós entre el Rayo Majadahonda i l'Atlètic de Madrid.
De 1963 a 1969 el Reyfra va jugar a l'estadi Las Margaritas de Getafe, la temporada 1969-70 al Estadio Vallehermoso de Madrid, i entre 1970 i 1995 l'equip va jugar al Vicente Calderón.

## Dades del club
- Temporades a Primera Divisió: 0
- Temporades a Segona Divisió A: 11
- Temporades a Segona Divisió B: 24 (comptant la 2011-12)
- Temporades a Tercera Divisió: 10
- Millor posició a la lliga: 2n (Segona Divisió B, temporades 1989-90 i 1995-96)
- Pitjor posició en categoria nacional: 20è (Tercera Divisió, temporada 1973-74)

## Palmarès
- 3 Campionats de Segona Divisió B (Temporades 1988-89, 2000-01 i 2003-04)
- 1 Copa de la Lliga de Segona Divisió (Temporada 1982-83)